# Cloonchambers Bog SAC
Cloonchambers Bog SAC este o arie protejată (arie specială de conservare — SAC, sit de importanță comunitară — SCI) din Irlanda întinsă pe o suprafață de 348,25 ha, integral pe uscat.

## Localizare
Centrul sitului Cloonchambers Bog SAC este situat la coordonatele 53°46′11″N 8°33′55″W / 53.769791°N 8.56517°V.

## Înființare
Situl Cloonchambers Bog SAC a fost declarat sit de importanță comunitară în noiembrie 1997 pentru a proteja 1 specie de animale. Situl a fost protejat și ca arie specială de conservare în iulie 2022.

## Biodiversitate
Situată în ecoregiunea atlantică, aria protejată conține 3 habitate naturale: Turbării active, Mlaștini oligotrofe degradate, capabile încă de regenerare naturală, Depresiuni pe substraturi de turbă de Rhynchosporion.
La baza desemnării sitului se află o specie protejată de  nevertebrate: fluturele auriu (Euphydryas aurinia).
Pe lângă speciile protejate, pe teritoriul sitului au mai fost identificate 1 specie de plante.